# تاتاراشتی دو جوس
تاتاراشتی دو جوس (به لاتین: Tătărăștii de Jos) یک سکونتگاه مسکونی در رومانی است که در شهرستان تلئورمان واقع شده‌است.

## خصوصیات
تاتاراشتی دو جوس ۴٬۱۴۱ نفر جمعیت دارد.